# Faris
Faris o Fares (en llatí Pharae, en grec antic Φαραί o Φηρή o Φηραί o Φεραί) és el nom clàssic d'una ciutat de la regió de Lacònia al Peloponès que Homer menciona al "Catàleg de les naus" a la Ilíada.
Estrabó la situa al peu del mont Taíget i diu que quan els Heràclides es van establir a Lacònia, van designar la ciutat de Faris per depositar-hi el tresor públic ja que la consideraven la ciutat més segura.
Pausànias va veure les seves ruïnes entre Amicles i el mar i diu que havia estat una població amb periecs que depenien dels aqueus, com també ho van ser Amicles i Gerontres, que els lacedemonis havien destruït en temps de Telecle. Els habitants de Faris i de Gerontres van marxar del Peloponès quan van destruir les seves ciutats gràcies a un pacte amb les laconis. Pausànias també diu que Faris durant la Segona guerra messènica, va ser conquerida i saquejada pels messenis comandats per Aristòmenes.
Es creu que podria ser l'actual població de Vàfeio, 2 km a l'est d'Amicles i a 10 km al sur d'Esparta.